# Mokry Dwór (województwo pomorskie)
Mokry Dwór (niem. Nassenhuben) – wieś w Polsce, w województwie pomorskim, w powiecie gdańskim, w gminie Pruszcz Gdański.
Mokry Dwór leży na Żuławach Gdańskich, przy drodze wojewódzkiej nr 226.
Prywatna wieś szlachecka położona była w drugiej połowie XVI wieku w powiecie gdańskim województwa pomorskiego. W latach 1945–1998 miejscowość należała do województwa gdańskiego. Siedziba klubu GTS Mokry Dwór.
15 grudnia 2013 otwarto we wsi skansen maszyn rolniczych. W tym celu zbudowano (bez użycia gwoździ) miniaturę dawnej żuławskiej stodoły (wzorowanej na oryginalnej, XIX w. stodole z Krępca), ogrodzoną drewnianym płotem charakterystycznym dla tego terenu. Najstarszym eksponatem jest snopowiązałka Mc Cormick z 1903 roku. Najmłodsza maszyna pochodzi z lat 60. XX wieku. Wśród eksponowanych maszyn znajdują się również: pierwszy ciągnik „Ursus” z lat 20. na żelaznych kołach, kopaczka do ziemniaków, pług łąkowy wykorzystywany na Żuławach, młocarnia (separująca ziarno od kłosów). Wszystkie maszyny, udostępnione przez mieszkańców, są zaprzęgowe i posiadają tabliczki z opisem.
W początku 2017 zrekonstruowano we wsi wiatrak – paltrak z 1903 r. Został on za prywatne środki sprowadzony z Wyszogrodu na Mazowszu, przechodząc demontaż i ponowny montaż. Jego rekonstrukcja trwała 2 lata. Jest to największy tego rodzaju obiekt w Polsce, w dodatku sprawny i pracujący. Planowane jest tu wytwarzanie i sprzedaż mąki.
W miejscowości znajduje się siedziba firmy Follett Europe Polska Sp. z o.o., będącej producentem i dystrybutorem urządzeń gastronomicznych na Europę Środkową i Wschodnią.

## Historia
Miejscowość Mokry Dwór powstała prawdopodobnie w II połowie XII wieku. Pierwsza wzmianka o miejscowości Mokri Dwor znajduje się w dokumentach z czasów książąt pomorskich, gdzie jest wymieniona obok 20 innych wsi tzw. Żuław Małych, m.in. Gemelcze (Giemlice), Ossize (Osice), Grabino (Grabiny), Vrunthy (Wróblewo), Uthetino (Trutnowy), Szunowo (Stanisławowo), Oteslave (Wocławy), Bystra. Pierwszą dokładną datą dotyczącą wsi jest rok 1308. Jest to data aktu nadania przez króla polskiego Władysława Łokietka wsi Osice, Mokry Dwór, Suchy Dąb, Wiślina, Wocławy, Wróblewo, Trutnowy i Bystra synom Unisława z Lublewa: Janowi – podkomorzemu tczewskiemu i Jakubowi – kasztelanowi tczewskiemu. Unisław był podkomorzym gdańskim i wiernym stronnikiem króla. W 1310 roku wieś została odkupiona od Jana i Jakuba przez zakon krzyżacki i stanowiła część administracyjną komturii gdańskiej. W 1425 roku Wielki Mistrz zakonu Paul Bellitzer von Russdorff nadał wieś Mokry Dwór burmistrzowi Gdańska Gerdowi von der Becke. Po 1454 roku wieś jako własność miasta Gdańska przeszła pod administrację szpitala św. Elżbiety. W późniejszym okresie wieś często zmienia właścicieli, byli to patrycjusze gdańscy, m.in. rodzina Werdenów (1554), Karl Friedrich von Conradi (1793). W miejscowości tej pracował jako pastor przyrodnik Johann Reinhold Forster oraz urodził się jego syn Georg Forster, podróżnik. Stąd też wywodził się teolog Daniel Ernest Jabłoński. 5 września 1708 roku we wsi Mokry Dwór w miejscu, gdzie obecnie znajduje się szkoła w Wiślinie, przebywał król Polski Stanisław Leszczyński. Dwa lata później, w 1710 roku, w tym samym miejscu przebywał król August II Mocny, był tu również Piotr Wielki. W roku 1813 w okolicach wsi dochodziło do potyczek wojsk napoleońskich stacjonujących w twierdzy Gdańsk z Rosjanami.
Od 2009 do 2018 w maju we wsi organizowana była impreza plenerowa Żuławski Tulipan, podczas której układa się dywany kwiatowe nawiązujące co roku do innego wydarzenia (2009 – ormiańskie wzory wg projektu Gagika Parsamjana, Rok Chopinowski (portret kompozytora; 2010), Rok Heweliusza (Układ Słoneczny i znaki zodiaku; 2011), Euro 2012, 2013 – „Tulipanowy bajkowy świat”, 2014 – kanonizacja Jana Pawła II, 2015 – upamiętnienie Georga Adama Forstera – „Z Żuławskim Tulipanem dookoła świata”, 2016 (Rok Henryka Sienkiewicza) – „Henryk Sienkiewicz też by układał”, 2017 – „Kraina łagodności”, 2018 (stulecie odzyskania niepodległości) – „Nasza Mała, Wielka Ojczyzna”). W 2014 tulipanowy portret Jana Pawła II miał 23 m długości i 13 m szerokości, a imprezę odwiedziło ok. 10 tysięcy osób. Impreza ta zdobyła nagrodę specjalną Welcome Festiwal – Międzynarodowego Festiwalu Marketingu Miejsc.